# Новониколаевский (Саратовская область)
Новониколаевский — посёлок в Балаковском районе Саратовской области, в составе сельского поселения Натальинское муниципальное образование.
Население — 968 (2010).

## История
Основан в 1907 году крестьянами-малороссами из Николаевки Симбирской губернии (по другим данным – из Харьковской губернии). Землю в Заволжье (всего 2222 десятины) крестьяне приобрели у княгини Ливен. Посёлок (хутор) был расположен в границах Николевской волости Николаевского уезда Самарской губернии. Согласно Списку населённых мест Самарской губернии 1910 года хутор Ново-Николаевского товарищества населяли малороссы, православные, 50 мужчины и 52 женщины. В 1915 году в Ново-Николаевском в 55 домохозяйствах проживали 228 мужчин и 224 женщины. К этому моменту открылась одноклассная смешанная земская школа.
При Советской власти посёлок был включён в Андреевский сельсовет Николевской волости Пугачёвского уезда. В 1926 году в посёлке насчитывалось 65 дворов, проживали 151 мужчина и 189 женщин, почти все украинцы. С началом коллективизации хозяйства посёлка вошли в состав колхоза "Красный Ижорец".
На фронтах Великой Отечественной войны погибли 245 жителей Новониколаевского. В 1953 году в посёлке был создан колхоз имени Куйбышева, в 1959 году преобразованный в совхоз. В 1968 году построено здание детского сада, средняя школа открыта 1 января 1969 года. В поздние советские годы Новониколаевский был центром Андреевского сельсовета и центральной усадьбой совхоза "Новониколаевский".

## Физико-географическая характеристика
Посёлок находится в Заволжье, в пределах Сыртовой равнины, при овраге Кулечиха, на высоте около 50 метров над уровнем моря. Почвы - чернозёмы южные.
Посёлок расположен примерно в 28 км по прямой в восточном направлении от районного центра города Балаково. По автомобильным дорогам расстояние до районного центра составляет 33 км, до областного центра города Саратов - 200 км, до Самары - 240 км.
Климат
Климат умеренный континентальный (согласно классификации климатов Кёппена - Dfa). Многолетняя норма осадков - 488 мм. Наибольшее количество осадков выпадает в июне (52 мм), наименьшее в марте - 27 мм. Среднегодовая температура положительная и составляет + 5,7 °С, средняя температура самого холодного месяца января -11,5 °С, самого жаркого месяца июля +22,2 °С.
Часовой пояс
Новониколаевский, как и вся Саратовская область, находится в часовой зоне МСК+1. Смещение применяемого времени относительно UTC составляет +4:00.

## Население
Динамика численности населения по годам:
| Годы      | 1910 | 1915 | 1926 | 2002 |
| --------- | ---- | ---- | ---- | ---- |
| Население | 102  | 452  | 340  | 1009 |

| 2002 | 2010 |
| ---- | ---- |
| 1009 | ↘968 |

Национальный состав
Согласно результатам переписи 2002 года русские составляли 65 % населения посёлка.

## Известные уроженцы
- Душин, Николай Алексеевич  (1921—2001) — контрразведчик, начальник 3-го Главного управления КГБ СССР, генерал-полковник